# László Bocsárdi
László Bocsárdi (n. 6 octombrie 1958, Târgu Mureș, România) este un regizor de teatru român de origine maghiară. A primit premiul Mari Jászai în 2003. Este unul dintre cei mai importanți regizori din viața teatrală românească și maghiară. A fost nominalizat la premiul pentru cel mai bun regizor la UNITER, 2011 (pentru regia Neguțătorul din Veneția de William Shakespeare la Teatrul Maghiar „Tamasi Aron” din Sfântu Gheorghe). Este director al Teatrului „Tamási Áron” din Sfântu Gheorghe.

## Biografie
Părinții săi sunt Márton Bocsárdi și Margit Kacsó. Între 1978 și 1984 a fost student la Colegiul de Inginerie Chimică „Traian Vuia” din Timișoara. După absolvire s-a mutat la Gheorgheni. Între 1984 și 1989 a fost fondatorul și directorul Teatrului Experimental Figura din Gheorgheni. Acesta este „Teatrul al șaptelea al Transilvaniei”. Între 1990 și 1994 a fost director artistic al Teatrului Figura Stúdió. În 1995 a absolvit Academia de Artă Dramatică din Târgu Mureș ca student al lui Gábor Tompa. Din același an a devenit director artistic adjunct al Teatrului „Tamási Áron” din Sfântu Gheorghe, iar apoi directorul acestuia din 2005.
Limbajul său formal unic, gândirea sa teatrală și prospețimea spectacolelor sale au fost repede remarcate.
În 1982 s-a căsătorit cu Gabriella Angi. Au un fiu: Magor (1990).